# Dum tuyết
Rubus niveus là loài thực vật có hoa trong họ Hoa hồng. Loài này được Thunb. miêu tả khoa học đầu tiên năm 1813.

## Hình ảnh

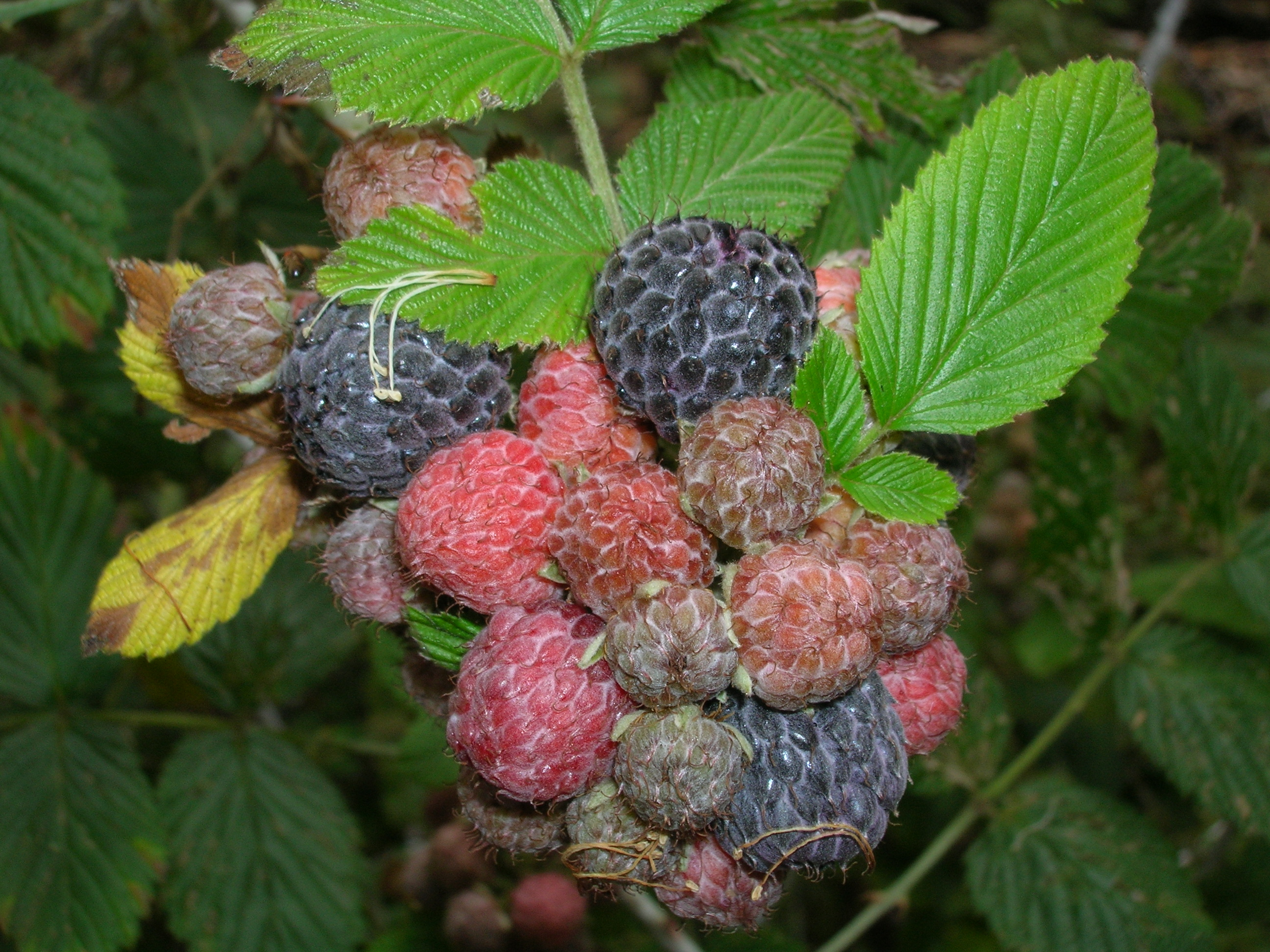
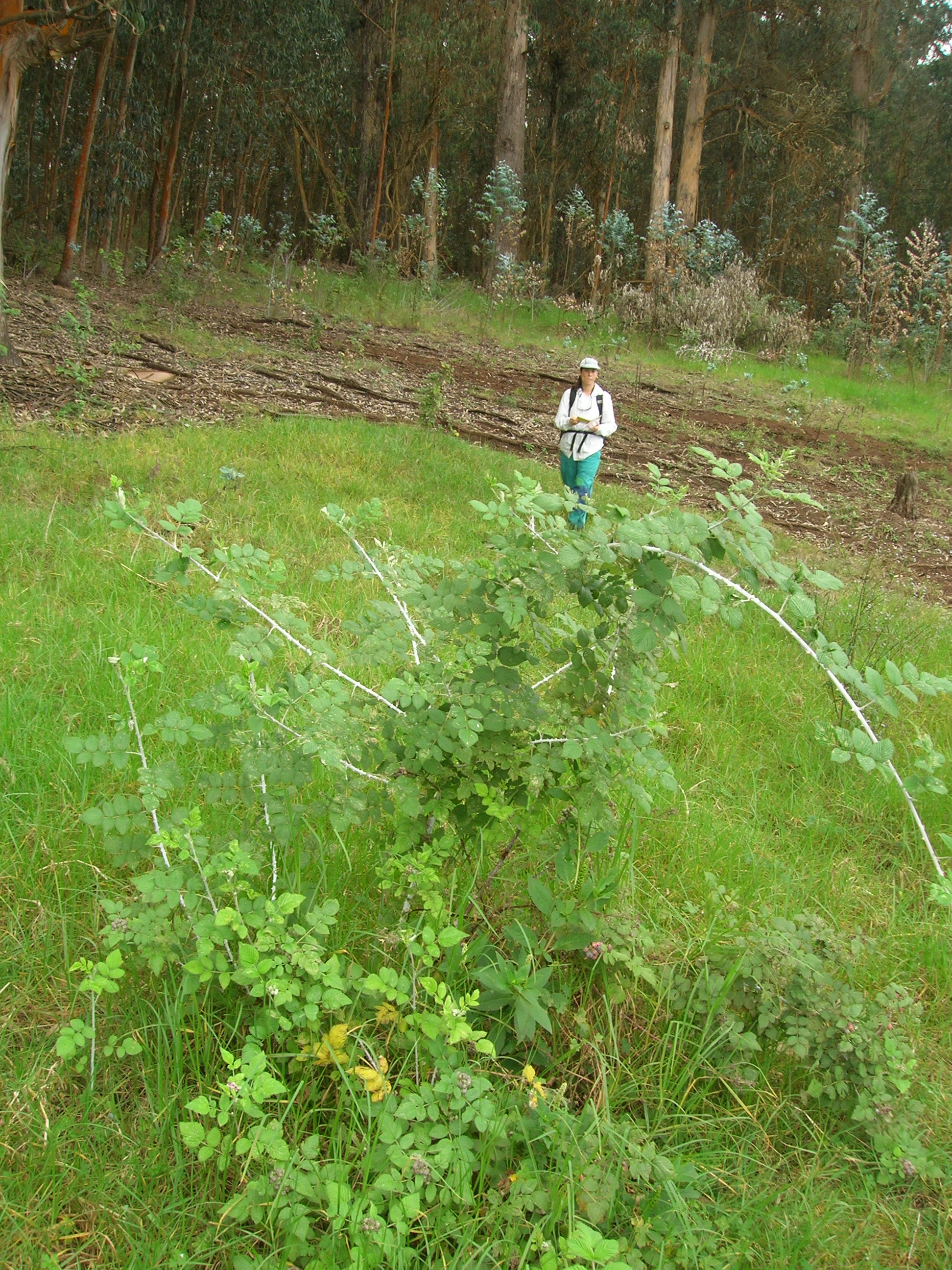